# 三重県道568号瑞巌寺庭園線
三重県道568号瑞巌寺庭園線（みえけんどう568ごう ずいがんじていえんせん）は、三重県松阪市を通る一般県道である。

## 概要
松阪市岩内町（ようちちょう）から松阪市伊勢寺町に至る。

### 路線データ
- 起点：三重県松阪市岩内町（字向山701の3番地先[2]：瑞巌寺庭園）
- 終点：三重県松阪市伊勢寺町（字北村819番の2[2]：瑞巌寺入口交差点、三重県道59号松阪第2環状線交点）
- 総延長：1,268 m

## 歴史
- 1962年（昭和37年）3月31日 - 路線認定[1]。

## 地理
瑞巌寺を出発して少々蛇行しながら東に進み、三重県道59号松阪第2環状線に接続する。

### 通過する自治体
- 三重県
  - 松阪市

### 交差する道路
| 交差する道路              | 交差する場所 | 交差する場所            |
| ------------------------- | ------------ | ----------------------- |
| 三重県道59号松阪第2環状線 | 伊勢寺町     | 瑞巌寺入口交差点 / 終点 |

### 沿線
沿線には森林や果樹園などがみられる。
- 瑞巌寺庭園 - 三重県指定名勝。文化9年（1812年）、15年の歳月をかけて完成したと伝えられる。